# Poltys rehmanii
Poltys rehmanii är en spindelart som beskrevs av Bastawade och Khandal 2006. Poltys rehmanii ingår i släktet Poltys och familjen hjulspindlar. Inga underarter finns listade i Catalogue of Life.